# Малколм Фрейзер
Джон Малколм Фрейзер (англ. John Malcolm Fraser; 21 травня 1930 — 20 березня 2015) — австралійський політичний діяч, 22-й Прем'єр-міністр Австралії

## Ранні роки
Малколм Фрейзер народився у одному з передмість Мельбурну в родині, що має у своєму родоводі політиків та художників. Його дідусь Саймон Фрейзер емігрував з Нової Шотландії 1853 і став успішним земельним брокером, а також членом парламенту Вікторії.
Він здобув освіту у Мельбурнській школі граматики, а пізніше отримав кваліфікацію з філософії, політики та економіки у Оксфордському університеті 1952 року.
Фрейзер отримав місце у Парламенті за результатами федеральних виборів 1955 року і став наймолодшим членом Палати представників. 1956 року Фрейзер одружився з Тамарою Беггз. У шлюбі у них народилось четверо дітей.

## Шлях до лідерства у партії
1966 року Фрейзера було призначено на посаду Міністра оборони в уряді Гарольда Холта. На цьому посту Фрейзер контролював ведення бойових дій австралійськими військовими у В'єтнамі. У Кабінеті Джона Гортона він став Міністром освіти та науки, а 1969 він знову став Міністром оборони.
1971 року Гортона на посту Прем'єра замінив Вільям Макмагон. В уряді Макмагона Фрейзер ще одного разу став Міністром освіти і науки. Коли ліберали зазнали поразки на виборах 1972 року, а у владу прийшла Лейбористська партія Австралії на чолі з Гофом Вітлемом, Фрейзер разом зі своїми одно партійцями перейшов до опозиції.
Після поразки лібералів на виборах 1974 року Фрейзер заявив свої претензії на лідерство у партії і переміг. Після тривалої конституційної кризи 1975 року Генерал-губернатор Сер Джон Керр втрутився і припинив повноваження Вітлема 11 листопада 1975. Фрейзер, в результаті, автоматично зайняв пост голови Уряду.

## Прем'єр-міністр

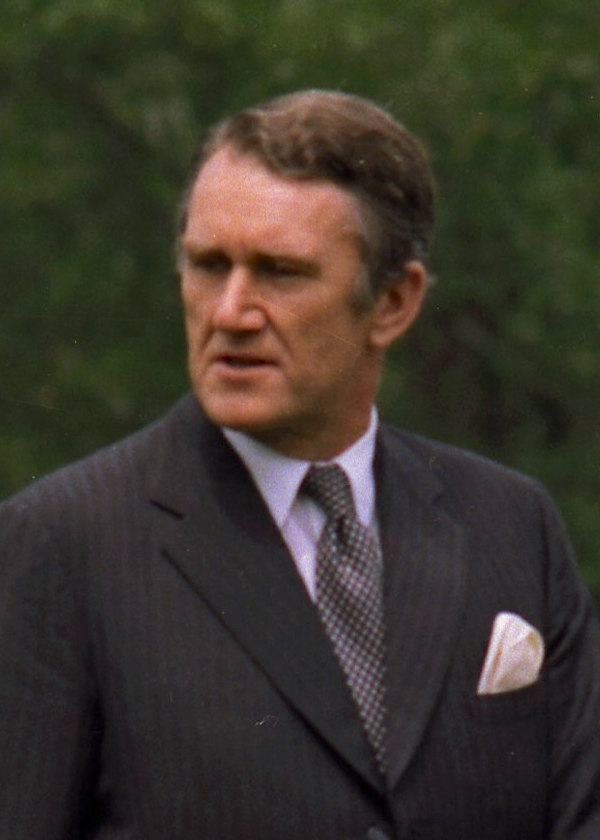
Фрейзер у червні 1977

Фрейзер швидко згорнув деякі з програм лейбористського уряду на кшталт Міністерства засобів масової інформації, а також провів докорінну реформу системи медичного страхування. Йому вдалося приборкати інфляцію, рівень якої підскочив у часи врядування Вітлема. Разом з тим, економічні здобутки Фрейзера було погіршено зростанням рівня безробіття, що сягнув рекордних показників. Це частково було викликано нафтовою кризою, що тривала.

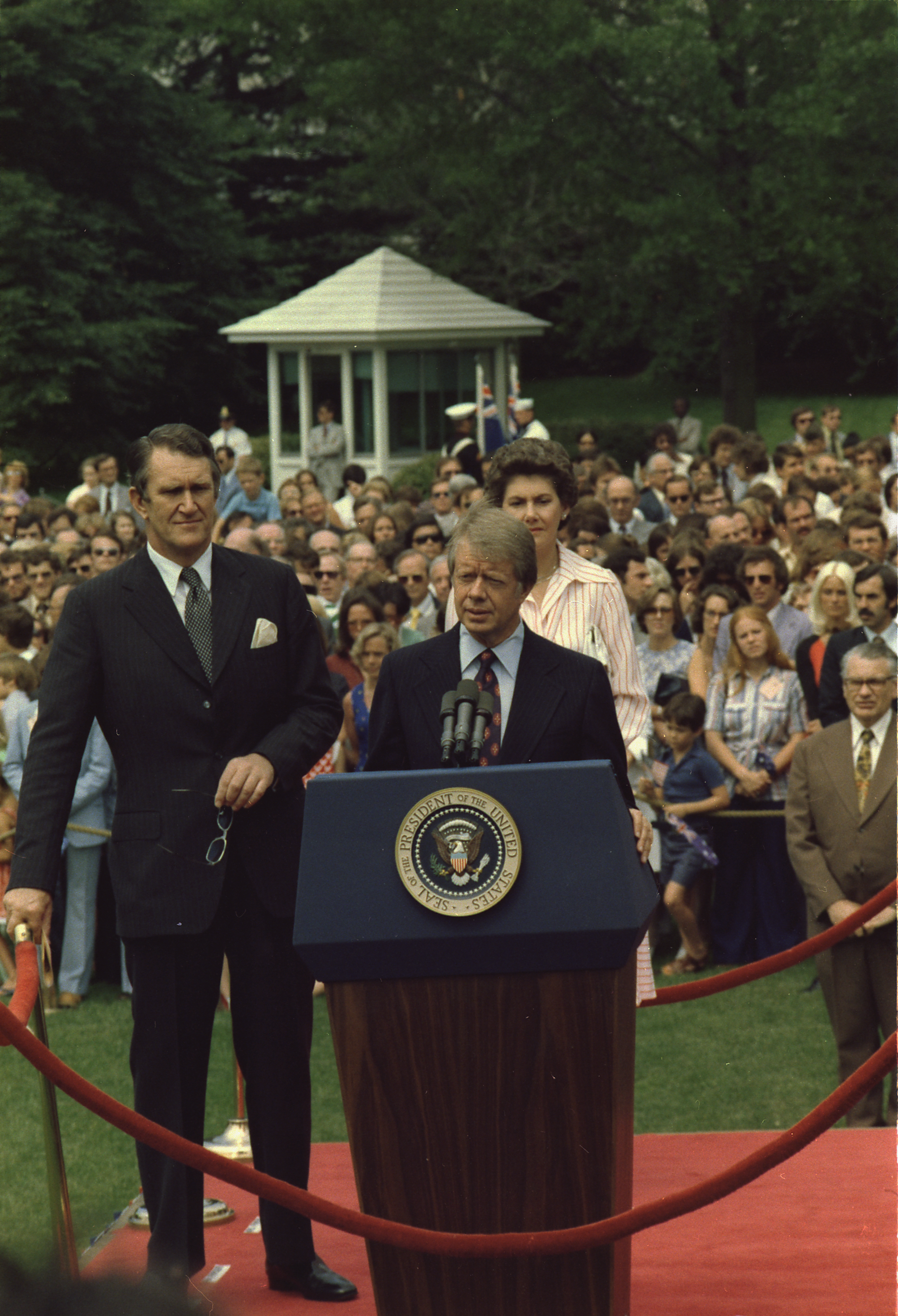
Фрейзер та Президент США Джиммі Картер у червні 1977

Фрейзер також проявляв активність у зовнішній політиці. Він підтримав проведення кампанії на користь скасування апартеїду у Південній Африці.
Фрейзер також виступав проти расової дискримінації у Родезії.
За його урядування Австралія також визнала анексію Індонезією Східного Тимору, хоча багатьом біженцям з цих територій було надано притулок у Австралії. Фрейзер був палким прихильником Сполучених Штатів та підтримав бойкот Олімпіади у Москві. Але, попри це, Національний олімпійський комітет таки вирішив відправити спортсменів для участі в Іграх.
Фрейзер також вразив своїх опонентів імміграційною політикою. Його кабінет пом'якшив правила для переселенців (біженців). Фрейзер розширив можливості для переселенців з Азії та дозволив більшій кількості мігрантів оселятись в Австралії.

### Спад

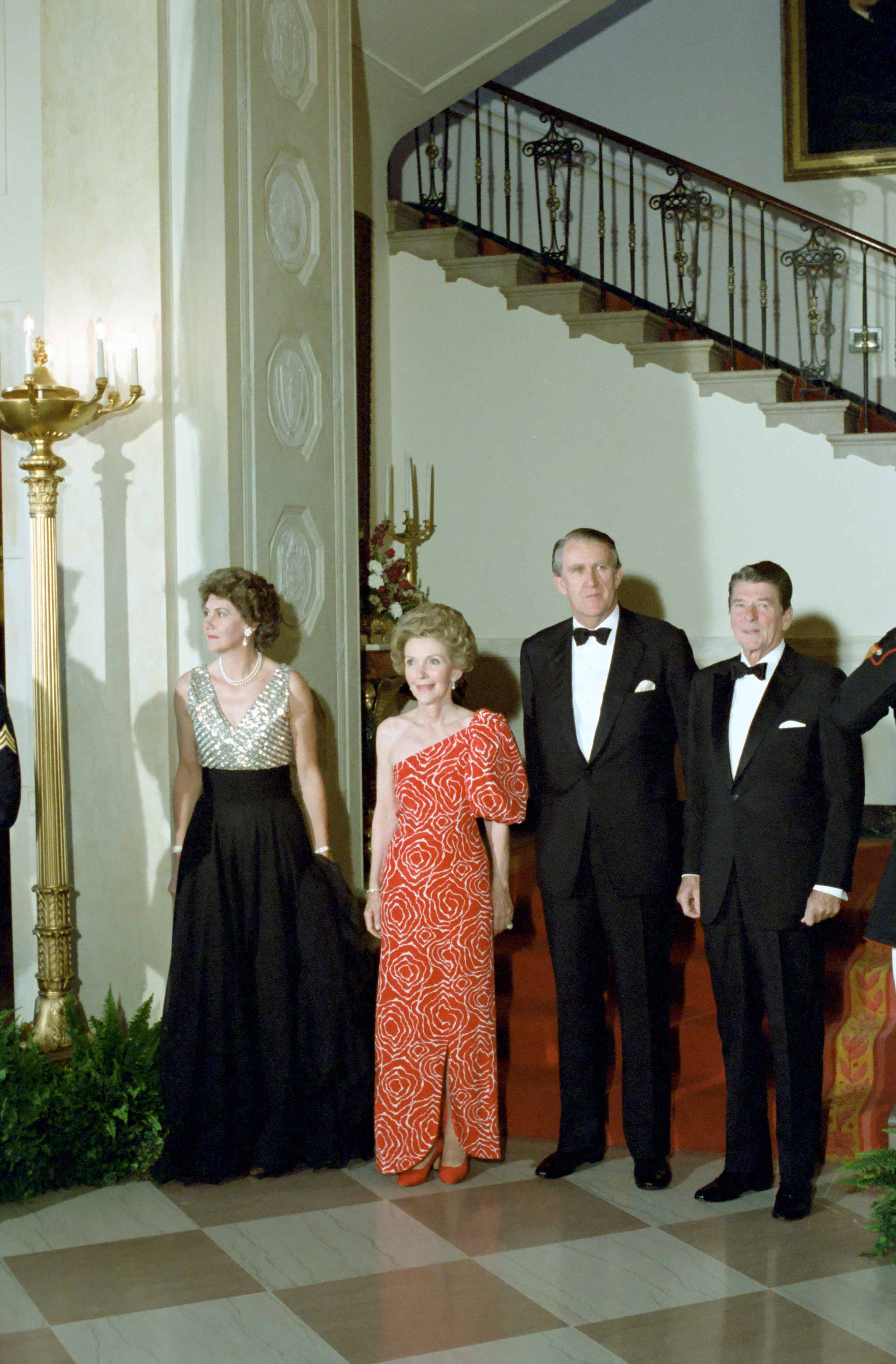
Подружжя Фрейзерів та подружжя Рейганів у Білому Домі 1982 року

За результатами федеральних виборів 1980 року Фрейзер та його партія почали втрачати перевагу у Палаті представників, а також втратили контроль над Сенатом. 1982 року стався відчутний спад економіки; а також спалахнув тривалий скандал, що стосувався тіньових податкових схем.
Наприкінці 1982 стало очевидним, що популярний профспілковий лідер Роберт Хоук стане наступним лідером Лейбористської партії. 3 лютого 1983 року Фрейзер оголошує про подвійний розпуск Парламенту та призначає федеральні вибори на 5 березня, на кілька місяців раніше, ніж це мало відбутись. Однак, Фрейзер зробив це запізно. В результаті, на виборах коаліція зазнала разючої поразки.
Фрейзер негайно пішов з Парламенту.

## Після відставки
Після уходу з австралійської політики Фрейзер очолив одразу декілька міжнародних організацій: 1985 року він очолив Групу міжнародних корпорацій ООН у Південній Африці; 1985-86 — співголова Групи Співдружності націй у Південній Африці; 1989-90 — представник Генерального секретаря ООН у Південній Африці з питань торгівлі. Фрейзер також бав участь у багатьох міжнародних доброчинних організаціях. Фрейзер обіймав посаду Віце-президента Королівського товариства Співдружності націй.